# باتسي مور
باتسي مور (بالإنجليزية: Patsy Moore)‏ هي ملحنة ومغنية مؤلفة أمريكية، ولدت في 10 أغسطس 1964.

## وصلات خارجية
- الموقع الرسمي
- باتسي مور على موقع IMDb (الإنجليزية)
- باتسي مور على موقع ميوزك برينز (الإنجليزية)
- باتسي مور على موقع ديسكوغز (الإنجليزية)